# Mecaspis striatellus
Mecaspis striatellus är en skalbaggsart som först beskrevs av Fabricius 1792.  Mecaspis striatellus ingår i släktet Mecaspis, och familjen vivlar. Arten har ej påträffats i Sverige.